# Taterillus emini
Taterillus emini es una especie de roedor de la familia Muridae.

## Distribución geográfica
Se encuentra en República Centroafricana, República Democrática del Congo, Etiopía, Kenia, Sudán, Sudán del Sur, Tanzania y Uganda.

## Hábitat
Su hábitat natural son: sabanas áridas, campos de gramíneas, pastizales húmedos de tierras bajas subtropicales o tropicales y tierras de cultivo. 